# Soligo (Farra di Soligo)
Soligo è una frazione di Farra di Soligo, in provincia di Treviso.

## Geografia fisica
Soligo sorge all'estremità orientale del territorio comunale, ai piedi delle colline (in particolare il Col de Fer, 393 m) che delimitano a nord il vasto pianoro detto Quartier del Piave. Il paese si trova inoltre sulla riva destra del fiume omonimo, all'imboccatura della valle che mette in comunicazione il Quartier del Piave con la Vallata.

## Storia
La località trova collocazione in una zona strategica, passaggio obbligato per i traffici che si svolgevano tra la pianura trevigiana e la Valbelluna attraverso il passo di Praderadego, da cui poi si poteva procedere verso l'Europa centrosettentrionale.
Sul colle di San Gallo, che in epoca medievale ospitò un'importante fortezza, sorgeva un castelliere sin dall'età del Bronzo. Alle pendici del colle, poco discosto dal centro, si trova un sito di interesse archeologico con resti di materiale fittile e ferroso ascrivibili alla prima età del ferro.
Nonostante la vicinanza a insediamenti importanti, dell'epoca paleoveneta non è stato ritrovato pressoché nulla. Più abbondanti, invece, le tracce lasciate dalla civiltà romana nelle località circostanti.

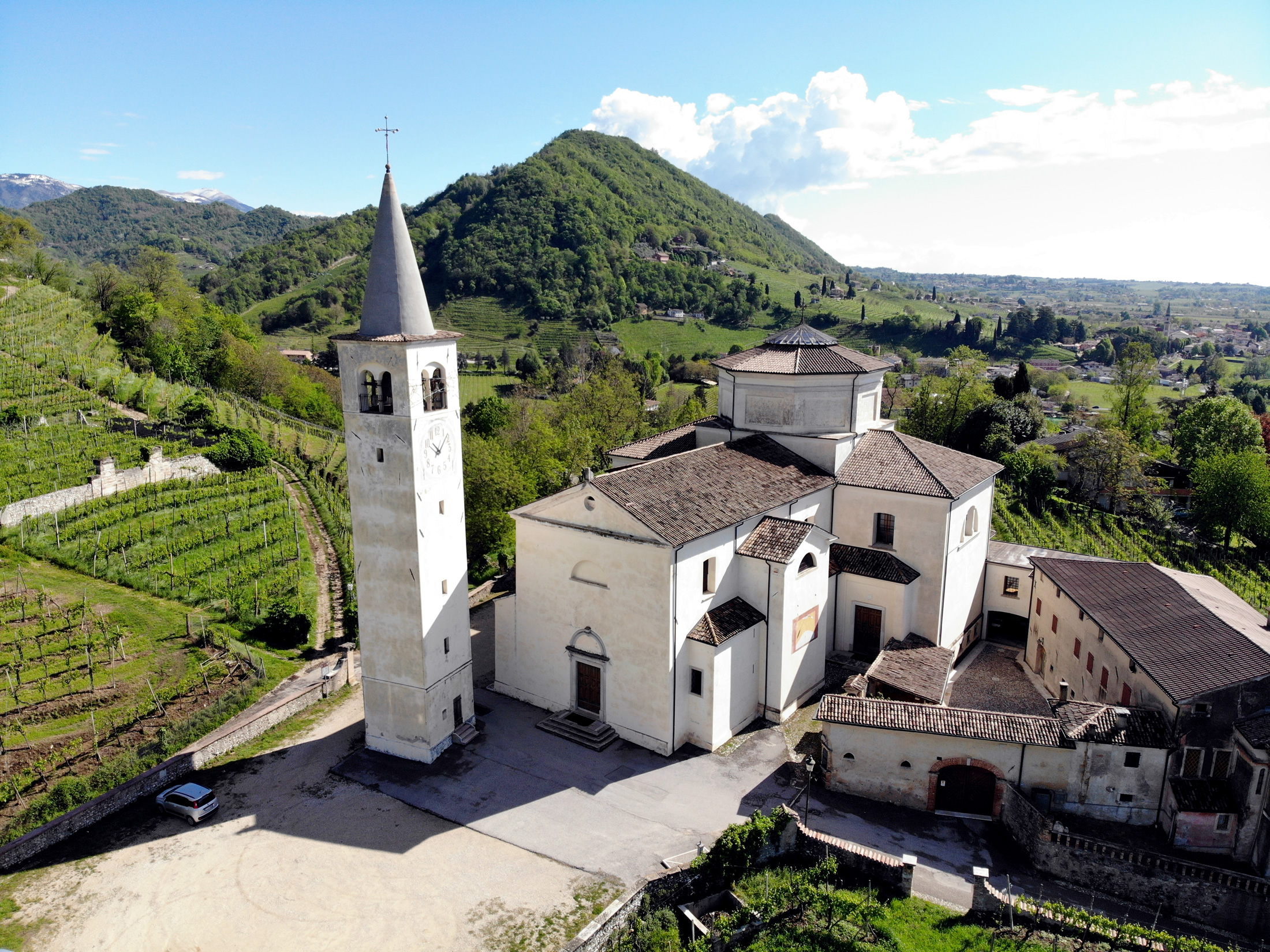
Chiesa SS Pietro e Paolo

Rilevante fu inoltre la presenza longobarda (si veda particolarmente il toponimo Farra, da fara), che ha lasciato, peraltro, tracce tuttora evidenti nella cultura, nella lingua e persino nei tratti somatici.
La successiva storia medievale di Soligo è legata a quella del suo feudo, con sede nel castello che sorgeva presso l'odierno colle di San Gallo.
Con la distruzione del fortilizio, nel 1378, la Serenissima conquista definitivamente la zona e abolisce l'istituzione feudale.
Dopo la caduta di Venezia (1797), Soligo dovette soffrire saccheggi e requisizioni ad opera dei Francesi di Napoleone. Durante la grande guerra fu occupata dagli Imperi Centrali, ma ancor più drammatici furono gli avvenimenti del secondo conflitto, culminati con il massacro di sette ostaggi per rappresaglia a fronte del ferimento di un soldato tedesco.
Dal dopoguerra si è visto un crescente sviluppo economico che ha interessato particolarmente la produzione vinicola e l'industria del mobile

## Monumenti e luoghi d'interesse

### Chiesa dei Santi Pietro e Paolo
La storia ecclesiastica di Soligo è probabilmente antica quanto il suo feudo.
Un lascito testamentario di Gabriele da Camino notifica che nel 1224 esisteva una chiesa intitolata a San Biagio, in seguito perduta assieme al castello. Sulle sue rovine fu eretta più tardi la chiesa di San Gallo.
Nucleo originale della parrocchiale era però un'altra cappella, dedicata a San Pietro e documentata nel 1243 e nel 1292. Non è chiaro a quando risalga l'erezione a parrocchia.
Venne ampliata nel 1475 e rifatta nel 1720. L'ultimo ampliamento è del 1924-25; l'anno successivo fu riconsacrata dal vescovo Eugenio Beccegato.

### Tempietto Santa Maria delle Grazie
Eretto presso l'attuale rotatoria per Pieve di Soligo negli anni 1855-1858, è conosciuto popolarmente come il "tempietto". È di gusto neogotico e si trova sul muro perimetrale di villa Brandolini. All'interno è presente l'affresco Madonna col Bambino in gloria attribuito a Giovan Battista Bellucci, figlio del noto Antonio.

### Eremo di San Gallo

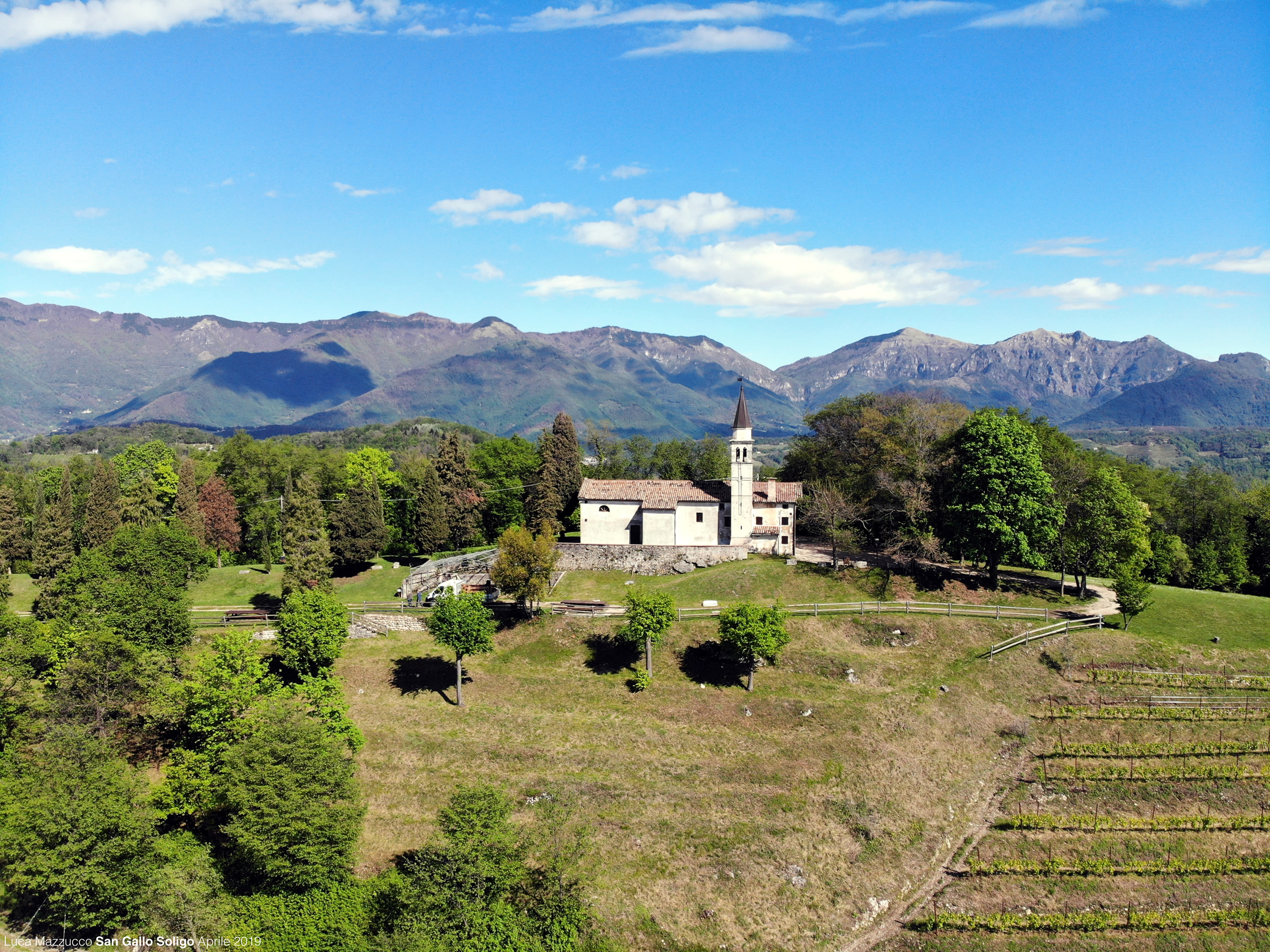
L'eremo di San Gallo visto da Soligo

L'eremo di San Gallo, costituito da una chiesetta in stile romanico e da un annesso ostello per i pellegrini, si trova sulla cima dell'omonimo colle, sovrastando il paese e offrendo un ampio panorama sul Quartier del Piave e i colli circostanti (Rua di Feletto, Collalto, Montello).

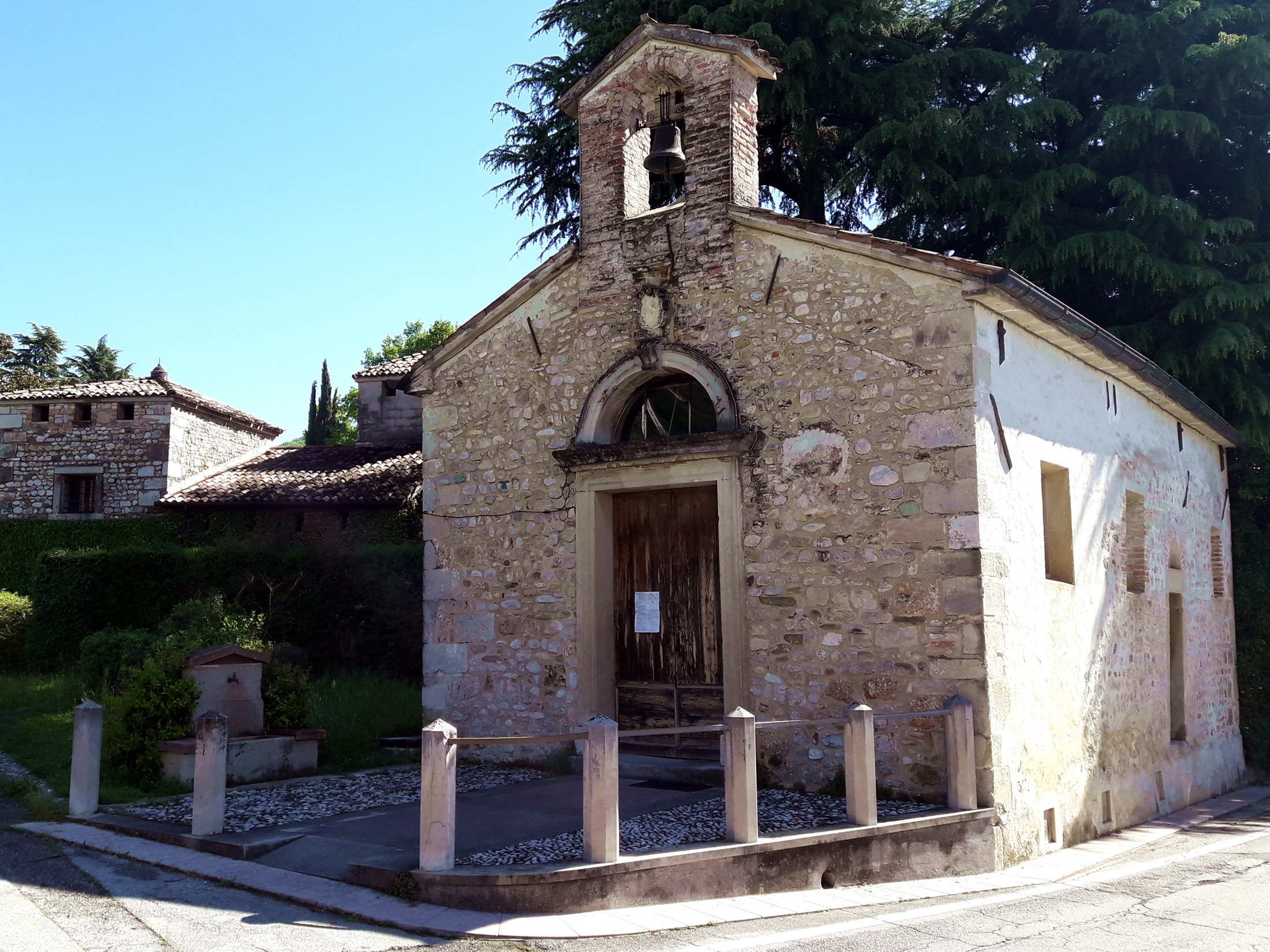
La Chiesuola

### Chiesa di Santa Maria Nova
Di origini trecentesche, è una piccola e semplice costruzione in sassi con un porticato in legno sul lato sud a protezione degli affreschi esterni.
All'interno conserva affreschi di vari periodi: la maggior parte sono di scuole emiliane e risalgono al trecento; notabili poi una Santa Lucia attribuita ad Giovanni Antonio da Meschio (XV secolo) e una Madonna con Bambino, forse di Giovanni Charlier o della sua scuola.
Detta altrimenti "la Chiesuola", l'appellativo fa pensare a un edificio precedente, o forse servì per distinguerla dalla chiesa dell'ospedale dei Battuti. Fu gestita dai gerosolimitani fino al 1359 e più tardi fu giuspatronato dei conti Spineda de Cattaneis. Nel 1871 fu acquistata dalla comunità. Lo scoppio di una bomba durante la prima guerra mondiale provocò gravi danni, ma portò alla luce gli affreschi che erano stati coperti durante i vari restauri.

### Scuola dei Battuti
Come in molte altre località venete, anche a Soligo sorse un ospedale gestito da una confraternita di Santa Maria dei Battuti, probabilmente sul finire del XIII secolo e l'inizio del XIV. Nel 1314 il Comune di Treviso accolse la richiesta dei confratelli e donò loro il terreno su cui sarebbe stato costruito l'ospedale.
La costruzione doveva essere piuttosto notevole: gli interni erano abbelliti dagli affreschi di Giovanni Battista Bellucci, mentre nel 1720 si ha notizia di una loggia in cui si svolgevano le riunioni pubbliche; accanto sorgeva una chiesetta con porticato.
Nel 1890 l'antico ospizio fu abbattuto per essere ricostruito, secondo le volontà dell'ultima proprietaria, Margherita Bon Bozzolla. I lavori cominciarono solo nel 1908 e il nuovo ospedale fu affidato alle suore cottolenghine. L'opera dell'istituto fu molto preziosa per la comunità, specie durante la Grande Guerra, quando Soligo fu occupata dagli Imperi Centrali.

### Santuario di Collagù
Si trova in un'amena località immersa tra i vigneti, nascosto dalle colline che dominano la frazione a nord. Il toponimo starebbe per "colle acuto", in riferimento alla cima aguzza del rilievo presso il quale sorge il complesso.
Le origini del santuario si perdono nella storia: costruito forse sui resti di un luogo di culto pagano, fu per secoli meta di pellegrinaggi e processioni solenni che giungevano per venerare la Madonna dei Dolori.
Tra il Sette e l'Ottocento il luogo perse d'importanza e venne progressivamente abbandonato
Il santuario è stato rifondato negli anni trenta, a seguito di un voto, dalla famiglia Bottari De Castello. La chiesetta, di forme neoromaniche, fu consacrata nel 1932 e, nell'occasione, vi furono riposte le reliquie di sant'Emilio.

### Ville
A Soligo si trovano alcuni rilevanti palazzi signorili: villa De Toffoli-Minuto Rizzo, del XVIII secolo, e l'ottocentesca villa Soligo-Brandolini.

### Ligonàs
Si tratta del nome di una vecchia casa-osteria e dell'area circostante, situata poco a sud del centro di Soligo. Questo luogo assume particolare rilevanza dal punto di vista letterario, essendo fulcro dell'ultima stagione poetica di Andrea Zanzotto con testi come Ligonàs in Sovrimpressioni (2001) e Addio a Ligonàs in Conglomerati (2009).